# IC 2960
IC 2960 ist eine Galaxie vom Hubble-Typ S im Sternbild Großer Bär am Nordsternhimmel. Sie ist schätzungsweise 437 Millionen Lichtjahre von der Milchstraße entfernt.

Das Objekt wurde am 29. Mai 1903 von Stéphane Javelle entdeckt.